# Michał Kania (prawnik)
Michał Kania – polski prawnik, nauczyciel akademicki, doktor habilitowany nauk prawnych, profesor nadzwyczajny na Wydziale Prawa i Administracji Uniwersytetu Śląskiego (WPiA UŚ), specjalista w zakresie prawa administracyjnego.

## Życiorys
Absolwent IV Liceum Ogólnokształcącego im. gen. Stanisława Maczka w Katowicach. W 2002 ukończył studia na kierunku prawo na WPiA UŚ. Na tym samym Wydziale w 2006 na podstawie napisanej pod kierunkiem Jana Grabowskiego rozprawy pt. Weryfikacja orzeczeń w postępowaniu sądowoadministracyjnym uzyskał stopień naukowy doktora nauk prawnych w zakresie prawa. W 2014 na podstawie dorobku naukowego oraz rozprawy pt. Umowa o partnerstwie publiczno-prywatnym. Studium administracyjnoprawne Rada Wydziału Prawa i Administracji UŚ nadała mu stopień naukowy doktora habilitowanego nauk prawnych.
Został profesorem nadzwyczajnym Wydziału Prawa i Administracji UŚl. Był nauczycielem akademickim Wydziału Zarządzania Górnośląskiej Wyższej Szkoły Handlowej im. Wojciecha Korfantego w Katowicach. Stypendysta programu Fulbrighta w l. 2018-19 na George Washington University.